# Kraljevica
Kraljevica es una ciudad de Croacia en el condado de Primorje-Gorski Kotar.

## Geografía
Se encuentra a una altitud de 36 m s. n. m. a 156 km de la capital nacional, Zagreb.

## Demografía
En el censo 2011 el total de población del municipio fue de 4618 habitantes, distribuidos en las siguientes localidades:
- Bakarac -  313
- Kraljevica -  2 857
- Križišće -  85
- Mali Dol -  180
- Šmrika -  988
- Veli Dol - 195

| Gráfica de población de Kraljevica 1857-2011                        |
|                                                                     |
| Según los censos de población de la oficina estadística de Croacia. |